# Тілопо карликовий

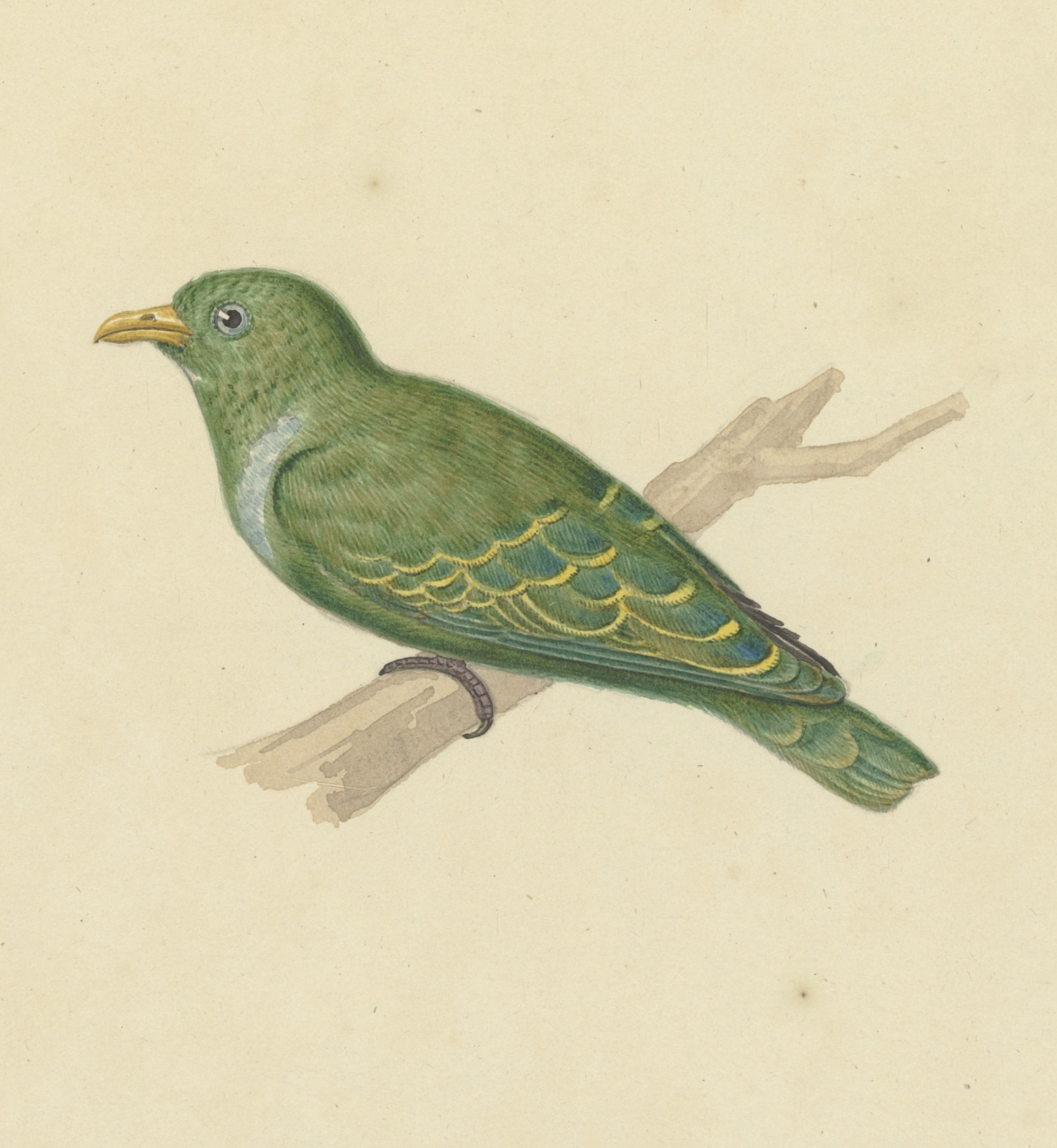
Карликовий тілопо

Тілопо карликовий (Ptilinopus nainus) — вид голубоподібних птахів родини голубових (Columbidae). Мешкає на Новій Гвінеї та на сусідніх островах.

## Опис
Карликовий тілопо є найменшим голубом у світі, його довжина становить 13-15 см. Однак, він не є найлегшим голубом у світі, його вага становить близько 40 г. Птах має переважно зелене забарвлення, покривні пера крил мають жовті кінчики. Гузка жовта. На плечах блакитнувато-зелені плями. Дзьоб зеленуватий, очі світло-сірі з темно-сірим внутрішнім кільцем, лапи червонуваті. У самців на грудях темно-пурпурова пляма. на боках грудей сірі плями. У самиць ці плями відсутні. Молоді птахи подібні до самиць, однак поцятковані жовтими смужками.

## Поширення і екологія
Карликові тілопо мешкають на північному заході і на південному сході Новій Гвінеї, на південних схилах Центрального хребта та на островах Західного Папуа. Вони живуть у вологих рівнинних тропічних лісах. Зустрічаються на висоті до 1100 м над рівнем моря. Живляться плодами і нектаром.